# Fiscalidad internacional
La fiscalidad internacional, también conocida como tributación internacional, es una rama del derecho tributario o derecho fiscal. Estudia las normas jurídicas que regulan  las relaciones internacionales en materia tributaria entre privados, entre Estados, o entre privados y Estados. Esta especialidad abarca todos los tributos (a la renta, al valor agregado o al consumo), Incluye exclusivamente casos entre residentes tributarios de diferentes Estados, o a su vez entre diferentes Estados, o entre un Estado y un residente fiscal de otro Estado.  
La OCDE tiene dentro de sus objetivos el señalamiento de directrices de comportamiento tributario para los Estados. Sus Modelos son fuente del derecho para los Estados miembros y referencia importante para los no miembros.   
En el caso del IVA rigen los principios de Tributacion en Origen y el de Tributacion en Destino; mientras que en Impuesto a la Renta rigen el Principio de Fuente y el Principio de Residencia
Las fuentes del derecho de la fiscalidad internacional son: 
1. Jurispridencia
2. Principios[3]
3. Ley

En su afán de coordinar acciones para someter a imposición a transacciones internacionales, los Estados buscan mecanismos de intercambio de información entre ellos. Destaca en este esfuerzo la CAAM (Convención Multilateral sobre Asistencia Administrativa Mutua en Materia Fiscal).
Es indispensable el estudio de los siguientes conceptos conexos para entender con eficiencia el concepto de fiscalidad internacional:
1. Soberanía fiscal  y poder tributario.
2. Renta global vs renta mundial
3. Criterios de sujeción fiscal
4. Residencia fiscal
5. Doble Imposición Jurídica Internacional
6. Impuesto a la Renta de No Residentes